# Adolfo López Mateos, Maltrata
Adolfo López Mateos är en ort i Mexiko.   Den ligger i kommunen Maltrata och delstaten Veracruz, i den sydöstra delen av landet, 210 km öster om huvudstaden Mexico City. Adolfo López Mateos ligger 2 551 meter över havet och antalet invånare är 138.
Terrängen runt Adolfo López Mateos är kuperad åt nordväst, men åt sydost är den bergig. Runt Adolfo López Mateos är det ganska tätbefolkat, med 93 invånare per kvadratkilometer. Närmaste större samhälle är Orizaba, 16,1 km öster om Adolfo López Mateos. I omgivningarna runt Adolfo López Mateos växer huvudsakligen savannskog.